# Никодим Валиндрас
Никодим (на гръцки: Νικόδημος, Никодимос) е гръцки духовник.

## Биография
Роден е в 1915 година в Атина със светско име Николаос Валиндрас (Νικόλαος Βαληνδράς). Завършва Богословския факултет на Атинския университет в 1936 година. В 1940 година е ръкоположен за дякон, а в 1944 година - за презвитер. Секретар и архидякон на Атинската епархия (1939-1941), проповедник, игумен на Петракийския манастир и директор на Богословското училище на Светия кръст в Бостън (1961-1962). На 22 ноември 1965 година е ръкоположен за зъхненски и неврокопски митрополит. На 22 май 1974 година е избран за епископ на град Патра. На 12 януари 2005 година подава оставка поради старост. Умира на 15 ноември 2008 година.